# Fabiano Chiavari
Pour les articles homonymes, voir Génova (homonymie) et Chiavari (homonymie).
Fabiano Chiavari, dit Fabiano de Genova (Fabiano Genovese), ou encore Fabianus Genuensis, (1489 Gênes (Italie) - 1569)), religieux catholique italien du XVIe siècle.

## Biographie
Fabiano Chiavari appartient à l'ordre des ermites de Saint-Augustin. Après avoir été procureur général de son ordre, il fut élu en 1563 abbé au monastère San Matteo à Gênes. Il est l'auteur de traités sur le change et sur l'usure.